# Schloss Taxöldern
Das zum großen Teil abgegangene Schloss Taxöldern liegt in dem gleichnamigen Gemeindeteil Taxöldern der oberpfälzischen Gemeinde Bodenwöhr im Landkreis Schwandorf von Bayern (Hirschbergweg 15). „Archäologische Befunde des abgegangenen Schlosses von Taxöldern, zuvor mittelalterliche Burg, archäologische Befunde des Mittelalters und der frühen Neuzeit im Bereich der Kath. Filialkirche St. Johannes Baptist, ehemals Schlosskapelle“ werden als Bodendenkmal unter der Aktennummer D-3-6639-0110 geführt. Ebenso ist das noch erhaltene rundbogige Türgewände des ehemaligen Schlosses unter der Aktennummer D-3-76-116-29 als Baudenkmal verzeichnet.

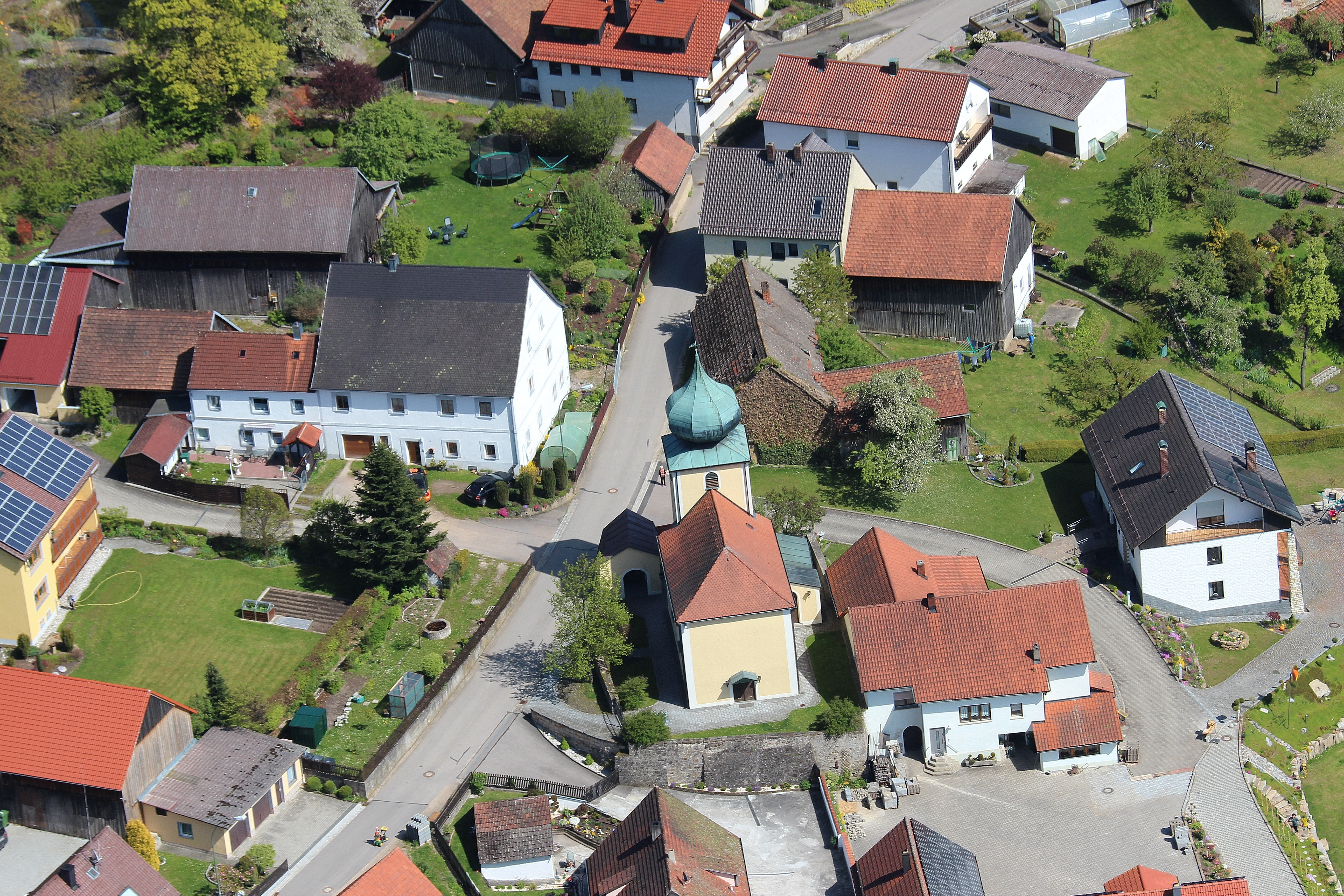
Taxöldern (2017)

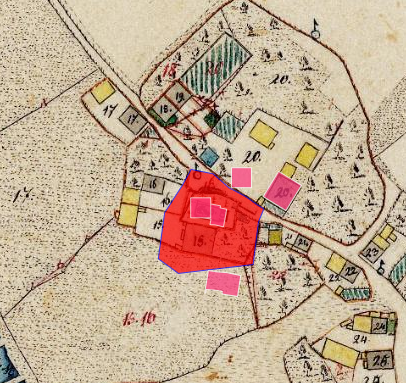
Lageplan von Schloss Taxöldern auf dem Urkataster von Bayern

## Geschichte
In der zweiten Hälfte des 13. Jahrhunderts hier sind ein Rupertus und ein Hainricus de Dahsoerl urkundlich sicher nachgewiesen. (Frühere Zuschreibungen etwa um 1123 scheinen sich auf die Wüstung Taxölder bei Galching nahe Ambergs zu beziehen.) Diese erscheinen neben Rvdgerus de Wartberch und Otto de Niwenbruch in einer Urkunde der Grafen von Ortenburg-Murach, die am 23. April 1271 ihre Besitzungen im Nordgau dem wittelsbachischen Herzog Ludwig verkaufen. Am 13. Mai 1274 nehmen die fratres de Dahshulaer an einem zwischen Herzog Ludwig und Herzog Heinrich geschlossenen Vergleich teil. 1275 verkauft Heinrich de Dachshoeler dem Kloster Ensdorf vier Lehen zu Chaltenbrunne. Dieser war auch 1277 Zeuge bei einer Urkunde des Heinrich des Parsberger; 1289 bezeugt er einen Zehentverkauf an das Kloster Schönthal. In dem Herzogsurbar von 1285 sind die Dahsholerer als pfalzgräfliche Lehensträger in Tachelhoun und Gegelpach im officium Lengenvelt verzeichnet. Zu Beginn des 14. Jahrhunderts ist Ruprecht von Dachsüler als Zeuge für Dietrich von Parsberg bei der Übergabe eines Hofes an das Kloster Pielenhofen tätig (1300, 1311). Rupertus Dachsholler besaß 1326 die Gilt aus dem abgegangenen Ort Witzleinsprunne. Herzog Rudolf verpfändet dem Heinrich von Dachshoeler am 4. April 1311 sein Gut Seebarn. 1316 übergab König Ludwig dem Heinrich Dashcholer die Vogtei über Pingarten sowie Neulestorf. 1317 führt Hainrich von Dahshöer mehrmals die Zeugenlisten des Klosters Schönthal an. Auch ein Alt von Dachsholrer wird dabei genannt. Heinrich von Dachshoelre und Ruprecht der Dachshoelrater von Poentingen verbünden sich 1321 mit Ludwig und nehmen an der Schlacht bei Mühldorf teil. Am 6. Januar 1323 bezeugt der Dahsholrär einen Vergleich zwischen Chunrat dem Wisenter und dem Bischof Nikolaus von Regensburg hinsichtlich des Zolls zu Chamb. Heinrich Dachshöler von Nevnburch ist nochmals 1360 belegt. Zwischen 13634 und 1368 ist Heinrich von Taxöldern als Richter von Neunburg genannt. Am 20. Januar 1360 kauft Ruprecht der Dachshoeler ein Lehen zu Pingarten; er kommt auch 1364 als Bürge für den Albrecht dem Freundorfer vor.
Nach dem Tode des Ruprechts von Taxöldern († 1373) erwirbt seine Nichte und Tochter des ebenfalls bereits verstorbenen Heinrich von Taxöldern namens Waltpurga beim Landgericht Nabburg eine Verfügung, durch die ihr das Erbe ihres Vaters, das von ihrem Onkel verwaltet wurde, übergeben wird. Diese war mit Hildebrand dem Ramsperger verehelicht. Der erwirbt 1384 von Leo Cleyspentaler zu Peydel nach dem Tod von dessen Ehefrau Agnes (die Tochter des Ruprechts von Taxöldern) deren Erbe, d. h. die Hälfte von Dorf, Haus und Veste Taxöldern und weitere Pertinenzen. Gegen diesen Verkauf protestierte 1386 Konrad der Stainer von Mauschendorf beim Landgericht Neunburg, da er Anspruch auf das Erbe des Ruprechts erhob. Diese Klage hatte aber keinen Erfolg. Mit dem Heinrich und dem Ruprecht von Taxöldern endet die männliche Linie dieses Geschlechts. Heinrichs Tochter Walpurga verfügte nur kurz allein über das Gut. Am 12. März 1387 ist ein Stephan Degenberger als Mitbesitzer ausgewiesen. Beide verkaufen 1387 ihren Besitz an die Pfalzgräfin Elisabeth.
90 Jahre blieb Taxöldern im Besitz der Pfalzgrafen. Am 10. Juli 1476 übertrug Pfalzgraf Otto II. von Mosbach den Sitz und Amthof seinem Jägermeister Ulrich Poyssel auf Erbrecht. Der Brucker Bürger Sebastian Puchelschneider veräußerte seinen gemauerten Sitz zu Taxöldern am 10. Dezember 1524 an die herzoglichen Brüder Ludwig und Friedrich, letzterer ließ hier 1543 ein Jagdschloss errichten. Auf dem Schloss saßen Forstmeister, z. B. auch die Sechser, die dann Rauberweiherhaus erwarben. Taxöldern blieb ab diesem Zeitpunkt in das pfälzische Landgericht Neunburg inkorporiert. 1808 wird Taxöldern zu einer Gemeinde. Am 1. Juli 1972 wurde die Gemeinde Taxöldern im Zuge der Gebietsreform aufgelöst und wurde mit ihren Gemeindeteilen Höcherhof, Kipfenberg, Pingarten, Turesbach und Ziegelhütte in die Gemeinde Bodenwöhr eingegliedert.

## Baulichkeit von Schloss Taxöldern
Noch 1904 stand das verfallene Jagdschloss südlich neben der Kirche von Taxöldern. Es war ein rechteckiger, dreigeschossiger Bau. An der Nordseite war ein Anbau mit einer Wendeltreppe. Die Türen waren rundbogig mit abgefasten Kehlen. Die Fenster waren rechteckig, ebenfalls mit abgefasten Kanten. In diesem Jahr wurde das Schloss wegen Baufälligkeit abgetragen.
Erhalten sind noch rundbogiges Türgewände sowie Mauer- und Gewölbeteile des abgebrochenen pfalzgräflichen Jagdschlosses. Diese Teile wurden in einen Wohnhausneubau integriert. Die Taxölderner Filialkirche St. Johannes Baptist war die ehemalige Schlosskapelle. Das früher dazugehörende ehemalige Forstmeisterhaus ist ein im Kern gotisches Giebelhaus, das 1759 aufgestockt wurde; es liegt nordwestlich der Kirche. Es besitzt eine spitzbogige Tür im Fletz, seine Fenster sind rechteckig mit ausgekehlten Kanten. Schloss, Kirche und Forstmeisterhaus waren früher von einer Mauer umschlossen, die zum Teil noch erhalten ist.